# Rüde (Mittelangeln)
Rüde (duń. Ryde) – dzielnica gminy Mittelangeln w Niemczech w kraju związkowym Szlezwik-Holsztyn, w powiecie Schleswig-Flensburg, w urzędzie Mittelangeln. Do 28 lutego 2013 gmina.